# Re’eh

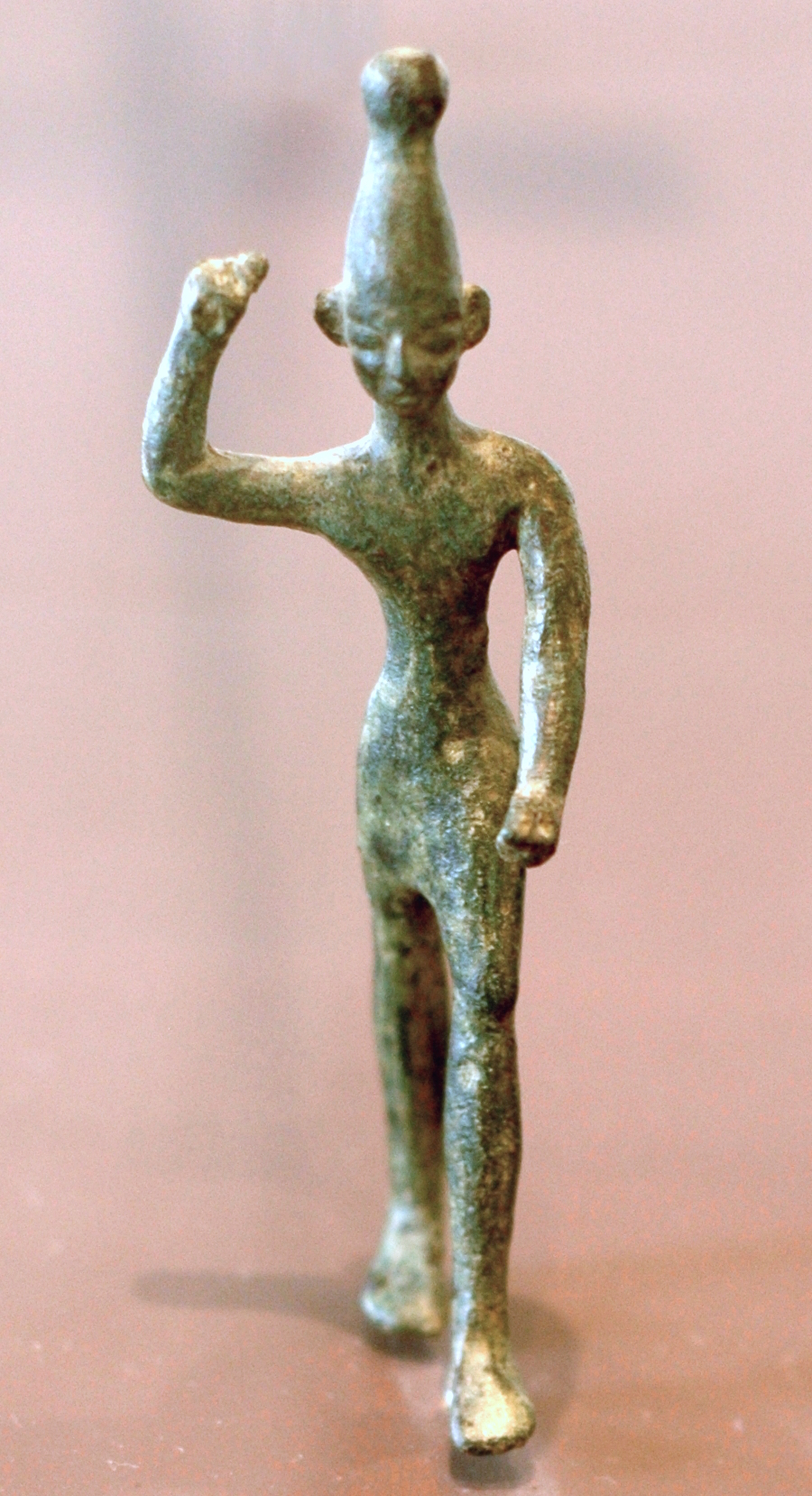
Ugaritische Baal Bronze-Statue, gefunden in Ras Shamra (14. bis 12. Jahrhundert v. Chr.)

Re’eh (Biblisches Hebräisch רְאֵה ‚Siehe!‘) ist ein Leseabschnitt der Tora mit dem Text aus dem 5. Buch Mose 
Dewarim 11,26–16,17 (11,26–32 , 12 , 13 , 14 , 15 , 16,1–17 ).
Es handelt sich um die Lesung des 4. oder 5. Sabbats im Monat Aw.

## Wesentlicher Inhalt
Der Text beginnt mit einer Überleitung in Moses Rede. Es geht um den Segen für die Erfüllung der Gebote und den entsprechenden Fluch und zwei Berge, Garizim und Ebal, auf denen getrennt Fluch und Segen verkündet werden soll.
Es folgt der Anfang der Gesetzessammlung des 5. Buches Mose.
Die fremden Kultstätten in Palästina sollen zerstört werden, Opfer sind im Lande Kanaan nur an dem einen von Gott bestimmten Ort gestattet.
Es werden Regeln für Schlachtungen und Opferungen und weitere Vorschriften erlassen. Das Sabbatjahr und die drei Wallfahrtsfeste (Schalosch regalim) werden vorgeschrieben. Im Einzelnen:
- Die Gesetze zu halten; beim Übertreten wird eine Strafe kommen
- Opfer nur im Tempel (bzw. Mischkan) darzubringen
- Kein Blut zu genießen; beim Schlachten soll das Blut mit Sand bedeckt werden
- Keinem falschen Propheten zu glauben
- Eine Stadt, die als Gesamtes zum Götzendienst gekommen ist, zu bekriegen und alles in ihr zu verbrennen
- Keine übertriebene (nichtjüdische) Trauer für Verstorbene
- Erlaubte und verbotene Tiere im Sinne der Speisegesetze
- Almosen an Arme und Leviim zu geben
- Das siebte Jahr ist das „Schmitta“- Jahr

## Haftara
Die zugehörige Haftara ist
Jes 54,11–55,5 (54,11-17 , 55,1–5 ).